# Corazonado
"Corazonado" (Předtucha) je píseň portorického zpěváka Rickyho Martina. Jedná se o jeho šestý a poslední singl čtvrtého španělského studiového alba Vuelve . Píseň vyšla během první čtvrtiny měsíce ledna roku 1999.

## Hitparády
Píseň dosáhla čísla dvacet v americkém Hot Latin Songs.

## Tracklist
US promotional CD single
1. "Corazonado (4:58)

## Umístění ve světě
| Hitparáda (2007)    | Umístění |
| ------------------- | -------- |
| Billboard Hot Latin | 20       |
| Billboard Latin Pop | 9        |